# Sabina Puértolas
Sabina Puértolas (Zaragoza) es una soprano de ópera española, que ha interpretado papeles protagonistas de nivel internacional, como Gilda en Rigoletto de Giuseppe Verdi en la Royal Opera House o Rosina en El barbero de Sevilla de Gioachino Rossini en la Ópera de Seattle.

## Trayectoria
Puértolas nació en Zaragoza, se formó en España en el Conservatorio Superior de Música de Navarra, y luego en Italia en la Accademia Musicale Chigiana de Siena y en la Accademia Verdiana del Teatro Regio en Busseto, donde Carlo Bergonzi fue su maestro.
Debutó profesionalmente en 2001 en el papel de Oscar en Un baile de máscaras de Verdi en el Teatro de La Scala de Milán. Apareció por primera vez en la Royal Opera House en 2013 haciendo de Lisette en La rondine de Puccini, y luego también de Despina en Così fan tutte de Mozart. Actuó en el Gran Teatro del Liceo de Barcelona haciendo tanto de la Contessa di Folleville en El viaje a Reims de Rossini como de Marie en La hija del regimiento de Gaetano Donizetti. Interpretó a Fiorilla en El turco en Italia de Rossini en el Teatro del Capitolio de Toulouse, el papel principal de Rodelinda de Georg Friedrich Händel en el Teatro Real de Madrid y de Gilda en Rigoletto de Verdi en el Teatro Municipal de Santiago, en Chile. 
En Estados Unidos, interpretó a Rosina en El barbero de Sevilla (Rossini) en la Ópera de Seattle en octubre de 2017.
Sus grabaciones publicadas incluyen:
- Ariodante de Handel dirigido por Alan Curtis (sello Virgin Classics),
- Alcina de Handel de La Monnaie (sello Alpha Classics),
- La llama de José María Usandizaga (sello Deutsche Grammophon).[4]

Ha ganado concursos internacionales en Rovereto, Pamplona, Palma de Mallorca, Manuel Ausensi en Barcelona, y el Premio de Zarzuela en la Operalia de 2003.

## Royal Opera House
El 4 de enero de 2018, su interpretación de Gilda en la Royal Opera House de Londres fue aclamada por la crítica, después de que la llamaran solo el día anterior para reemplazar temporalmente a Lucy Crowe, que tenía una infección de garganta y con solo tres horas para ensayar. Sin embargo, había hecho de Gilda anteriormente en el teatro municipal de Santiago, Chile. Puértolas voló desde España el día siguiente para actuar. Se consideró una oportunidad de "vida o muerte".
Reemplazar a una soprano de alto perfil actuando en un lugar prestigioso y ser el personaje femenino principal de la ópera fue recibido con un estruendoso aplauso, según informaron los medios de comunicación. La epopeya de encontrar un reemplazo, con algunos candidatos con obligaciones de canto y otros sin visa para trabajar en Gran Bretaña, fue cubierta internacionalmente, incluyendo la prensa estadounidense, británica y española.